# 格奧爾基·巴拉米澤
格奧爾基·巴拉米澤（1968年1月5日—）是一位喬治亞政治家。在2004年至2012年期間，他曾經擔任喬治亞副總理兼欧洲-大西洋一体化事务国务部长。2012年10月21日，他被選為喬治亞國會的副議長。巴拉米澤會說喬治亞語、英語、法語和俄語四種語言。